# Voie romaine de Tournai à Cassel par Estaires
La voie romaine Tournai-Cassel par Estaires ou chaussée romaine de Tournai à Cassel est une voie romaine qui reliait  Turnacum ou Turnaco (Tournai) à Castellum Menapiorum (Cassel)  en passant par Minariacum (Estaires). D'une longueur d'environ 80 km, elle parcourt  la Belgique (Wallonie) et la France (Hauts-de-France)

## Histoire
Cette voie romaine a été tracée et réalisée au cours du Ier siècle apr. J.-C.. Elle fait partie de l’itinéraire d’Aggripina (Cologne) à  Gesoriacum (Boulogne-sur-Mer)  dont elle est une variante entre Tournai et Cassel, l’autre parcours dont les traces ont disparu passant par Vitroviacum (Wervik). Elle rejoignait à Estaires, la voie romaine de Nemetacum (Arras) à Cassel. 
Le parcours de Tournai à Wazemmes (actuel quartier de Lille), par Bouvines et Ronchin était continu jusqu’en 1860.  
Il était nommé  chemin de l’évêque  car il était emprunté par l'évêque de Tournai pour se rendre à sa maison de plaisance à Wazemmes à l’emplacement de l’actuelle place Philippe-de-Girard à Lille, également  chemin de la justice , car il passait par la haute justice de Lille sous l'Ancien régime, gibet qui comportait une poutre horizontale supportée par des piliers en pierre, approximativement situé à l'emplacement de la place Jacques Febvier (porte d'Arras).
Ce parcours a été interrompu autour de la porte d'Arras par la construction de l'enceinte de Lille vers 1860, puis de Ronchin à Bouvines dans les années 1950 par les aménagements autoroutiers.

## Parcours
Le parcours de Tournai à Bouvines de 15 kilomètres dans une direction ouest par Camphin-en-Pévèle est un ensemble de chemins ruraux comprenant des sections pavées, dont un tronçon utilisé pour la course cycliste Paris-Roubaix, d’autres gravillonnées, l’ensemble pouvant être parcouru à VTT ou VTC. 

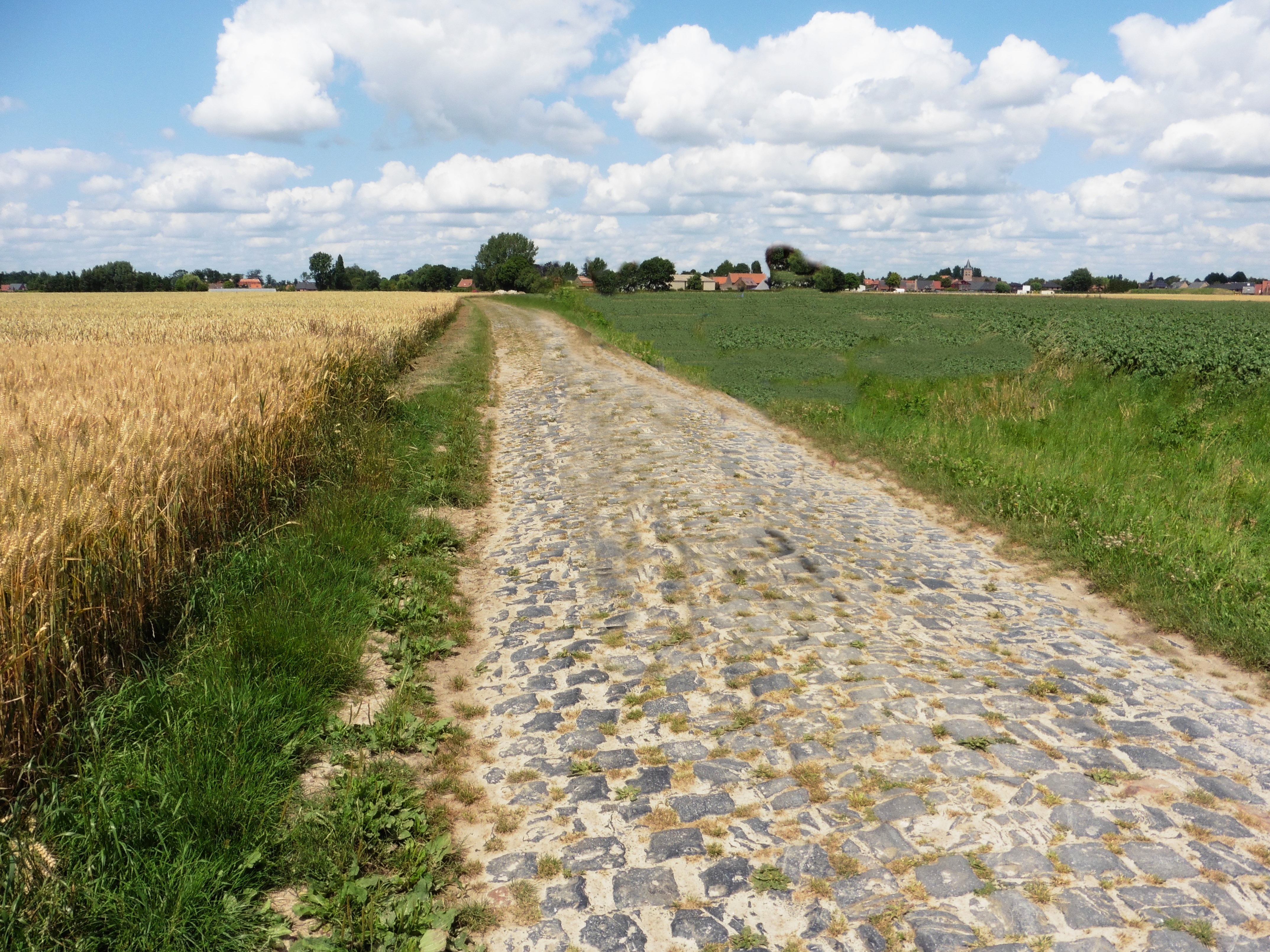
Camphin-en-Pevèle Pavé de la Justice.
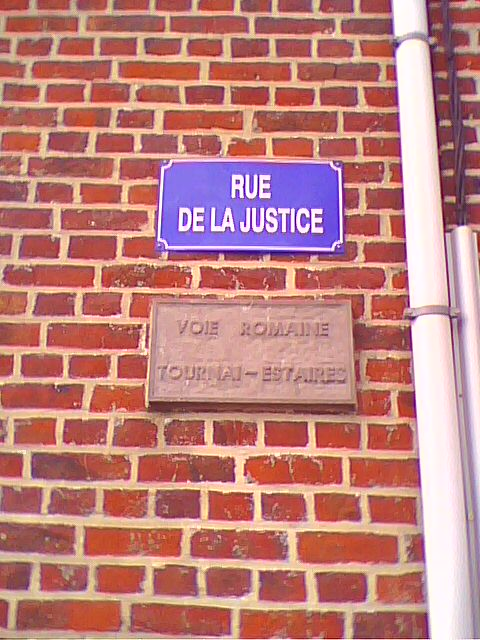
Plaque voie romaine Tournai-Estaires.

On retrouve l’itinéraire antique dans un environnement urbain à Ronchin à l’extrémité ouest de la rue Louis Braille, rue Anatole-France, à Lille, dans le faubourg de Douai, rues du Commandant-Ferber et du Jardin-des-Plantes, puis, après la coupure du boulevard périphérique, dans le quartier de Wazemmes rue de Bapaume, rue de la Justice, rue du Marché, rue Charles-Quint. 

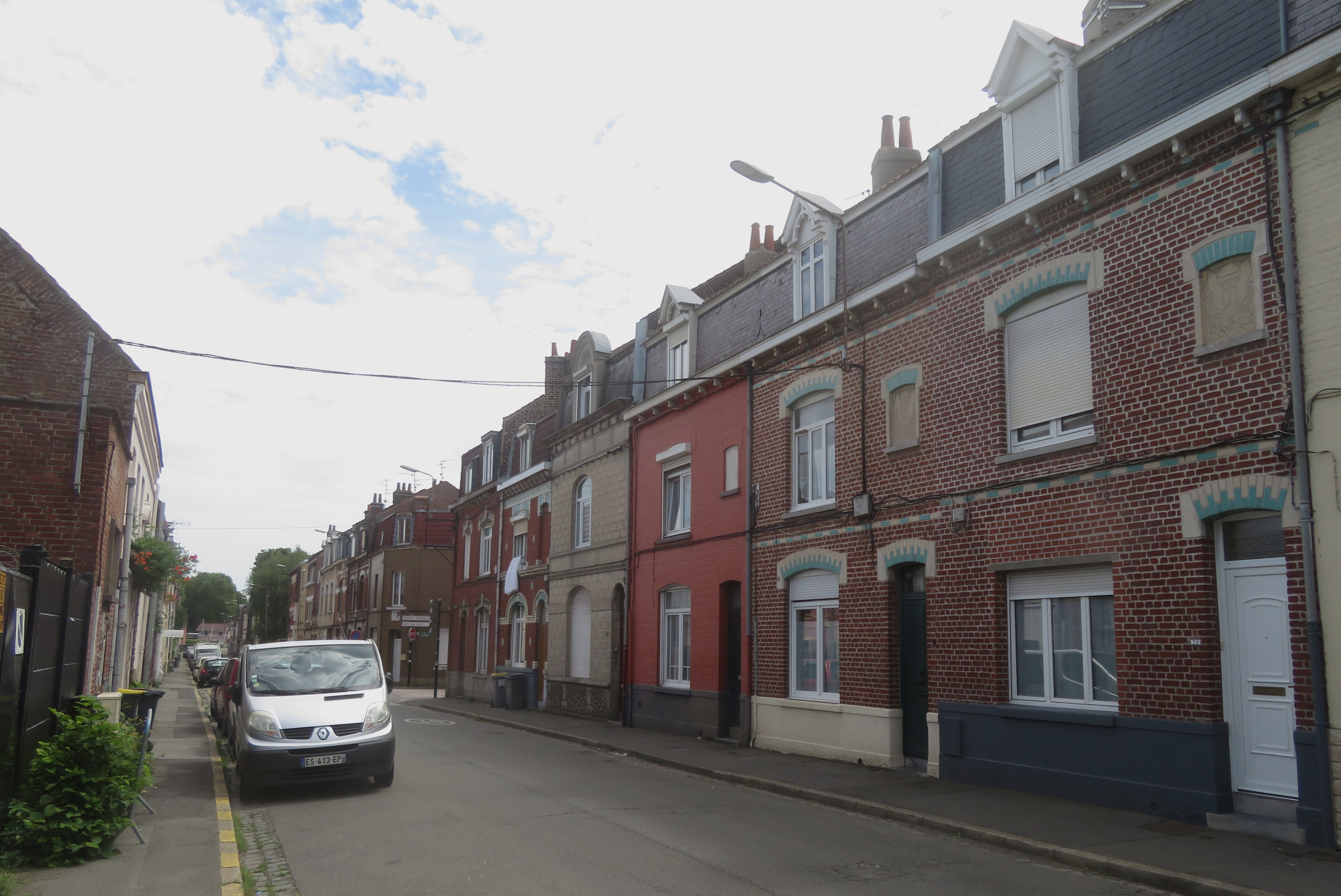
Rue Anatole France à Ronchin.
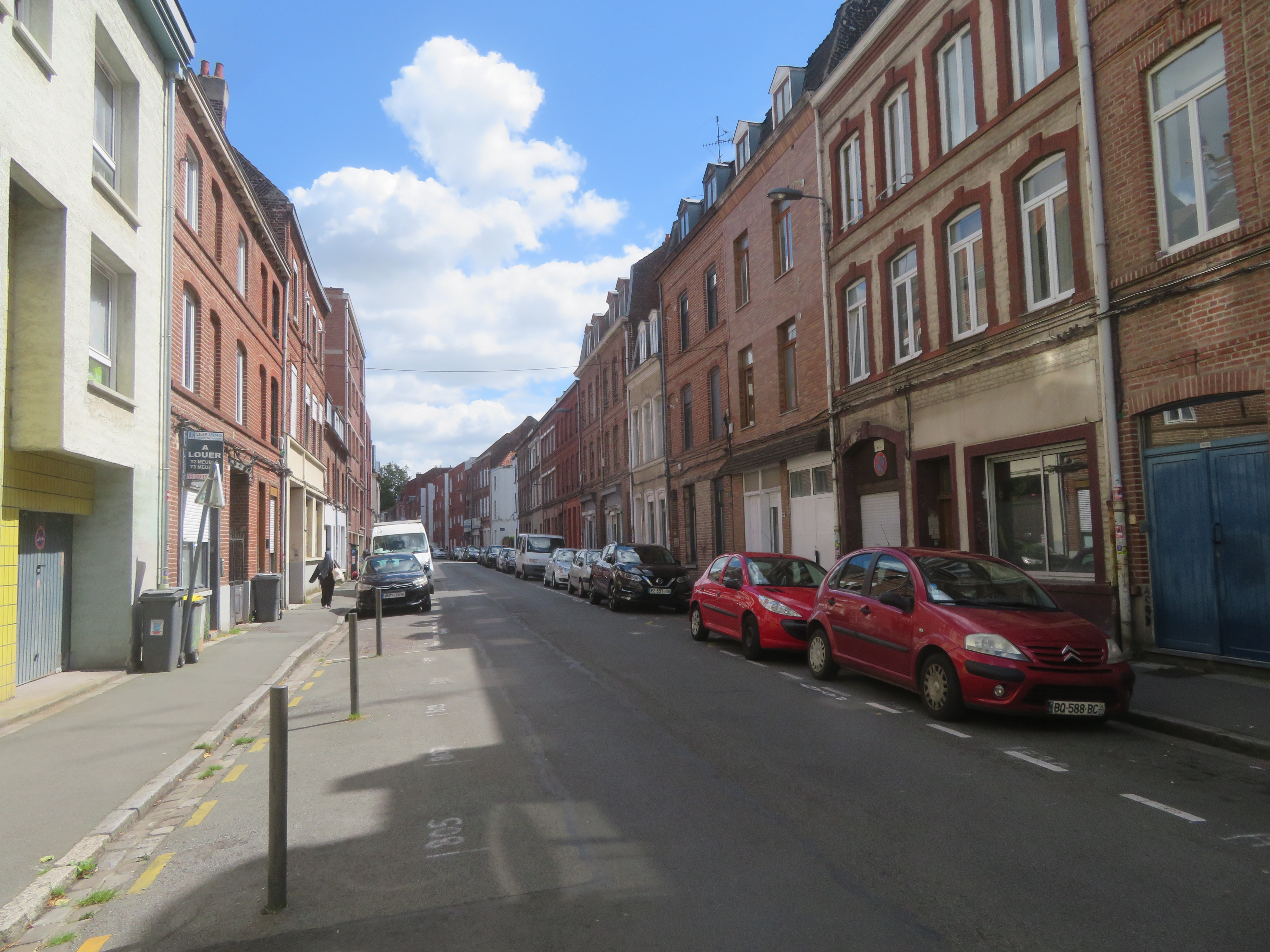
Rue de la Justice à Lille.

Au-delà de la place Philippe-de-Girard  les traces de la voie romaine ont disparu jusqu’à Estaires probablement dès le Moyen Âge. Son tracé peut être retrouvé à l'ouest d'Estaires sur une vingtaine de kilomètres à proximité de petites routes par des lieux-dits au nom évocateur,  Longue Rue des mulets, Haute Rue et, plus nettement, par une route de 15 kilomètres en ligne droite en direction du nord de Thiennes à Cassel.